# Tomba di Jacopo Sannazaro
La tomba di Jacopo Sannazaro è un monumento funebre che accoglie le spoglie mortali del poeta Jacopo Sannazaro ed è custodita all'interno della chiesa di Santa Maria del Parto a Mergellina, a Napoli.

## Storia

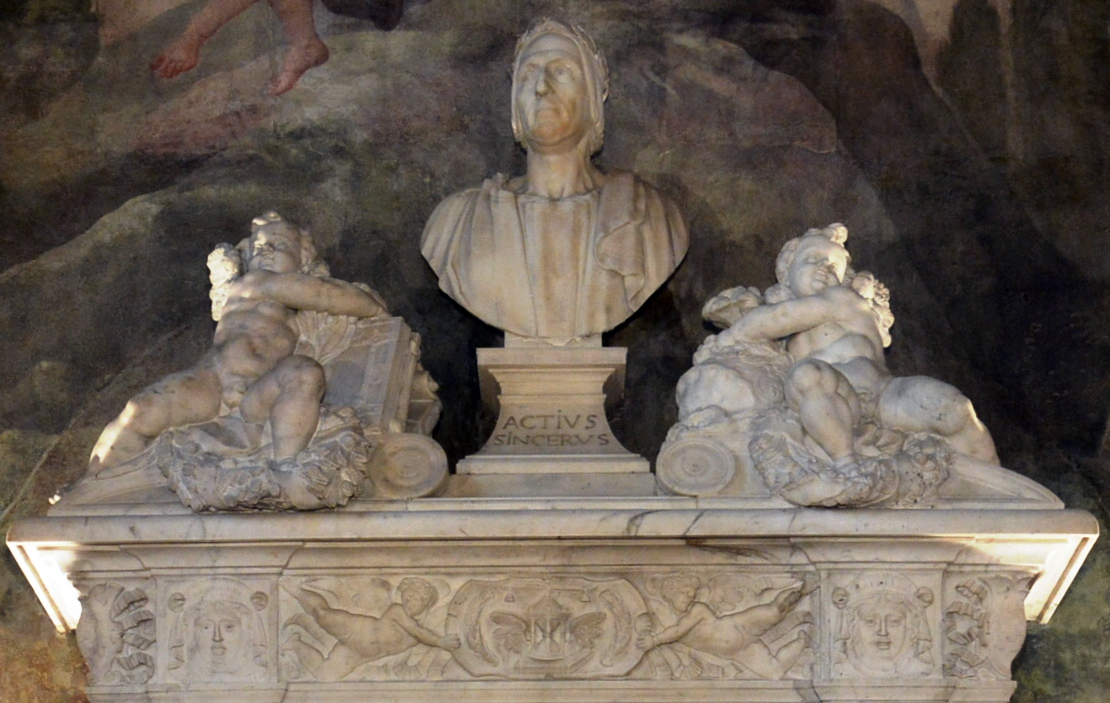
Busto del Sannazaro coi putti

Come conseguenza dell'assedio francese a Napoli del 1528, l'anno successivo, Jacopo Sannazaro, donò ai Servi di Maria un podere a Mergellina nel quale aveva edificato la sua abitazione e due chiese, una delle quali ancora in costruzione: proprio nella zona absidale di questa, in origine dedicata a san Nazario, per poi prendere il nome di Santa Maria del Parto, il poeta chiese di essere sepolto alla sua morte, e, per terminare i lavori, stanziò una quota di 600 ducati annui in favore i frati. La morte del Sannazaro arrivò nel 1530 e i lavori di realizzazione della tomba cominciarono nel 1536: secondo alcuni fu lo stesso poeta a disegnare il proprio sepolcro, tant'è che Benedetto Croce nel 1892 scriveva:
(Benedetto Croce)
L'opera venne commissionata allo scultore Giovanni Angelo Montorsoli, la cui firma è presente nella zoccolatura del sacello, avvalendosi della collaborazione di Bartolomeo Ammannati e Francesco del Tadda e realizzata tra Genova e Carrara: il monumento fu in seguito restaurato più volte, in particolare nel 1683, secondo uno scritto ritrovato nell'archivio storico del Banco di Napoli, e alla fine del XX secolo, quando si provvide a rimuovere abrasioni, graffi, scheggiature, strati di vernice, polvere e incrostazioni da fumo.

## Descrizione

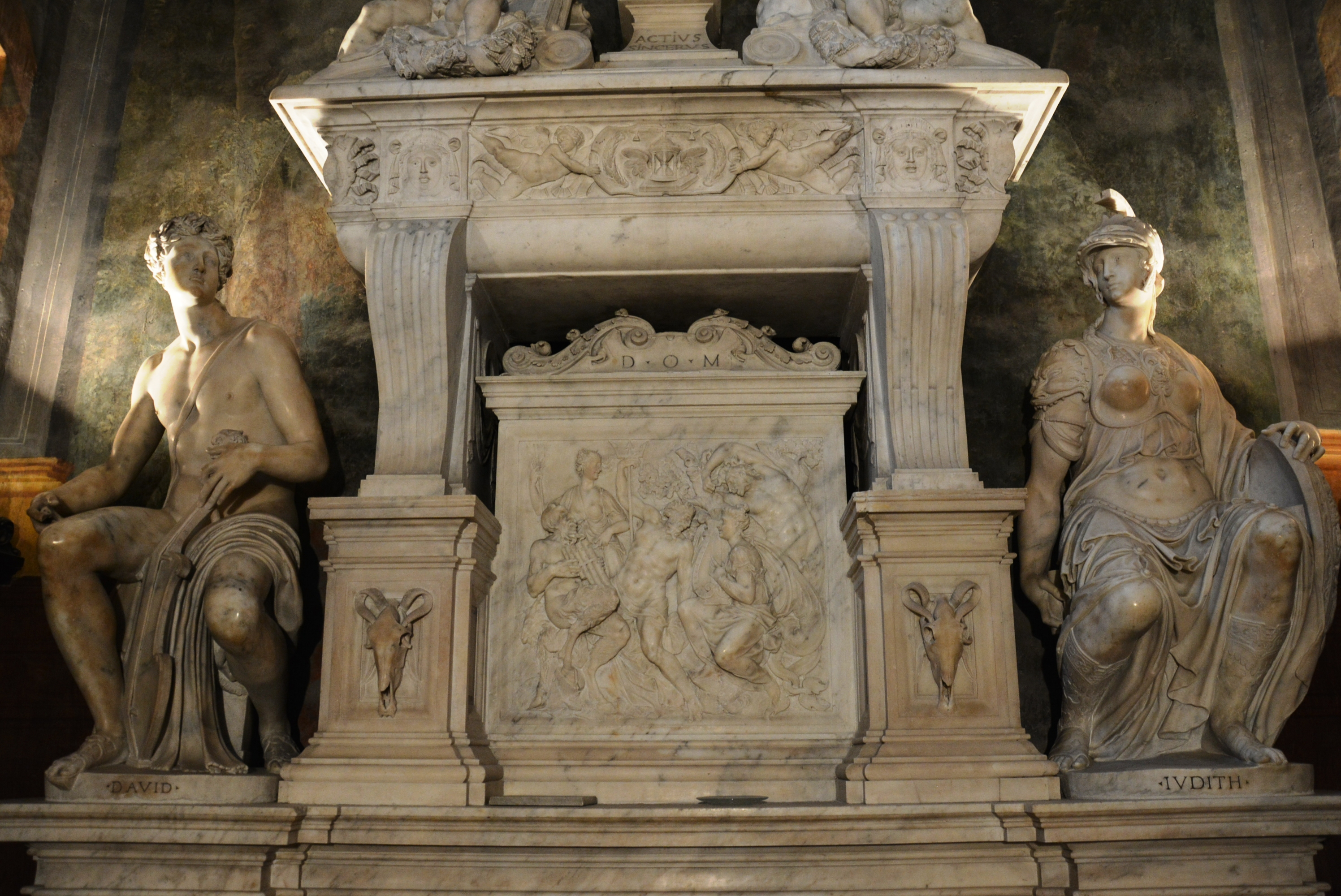
Il bassorilievo con le statue di Apollo e Minerva

La tomba è ospitata in una cappella nella parte absidale della chiesa di Santa Maria del Parto a Mergellina, sul retro dell'altare maggiore, ricordando nelle forme il colombarium in cui si narra fosse ospitata la tomba di Virgilio, a cui il Sannazaro viene paragonato: la cappella è decorata con un ciclo di affreschi opera di Nicola Russo del 1699. Il monumento, in cui si risente fortemente l'influsso della scultura di Michelangelo Buonarroti, è ricavato da blocchi di marmo di Carrara e lucidato al termine della sua realizzazione con cera d'api; il basamento, che in origine si ritenne essere stato eseguito da un collaboratore di Giovanni da Nola, venne realizzato dai fratelli Pietro e Bartolomeo Ghetti, scultori di Carrara ed operanti a Napoli tra il 1663 ed il 1728, come testimoniato dal ritrovamento di un documento del 1683: questo presenta nella parte centrale un epitaffio, retto da due putti, scritto da Pietro Bembo che così recita:
Sulla parte superiore del basamento poggia, al centro, un bassorilievo, attribuito o all'Ammannati o a Silvio Cosini, nel quale sono scolpiti Marsia e Nettuno ed alcune muse, sormontate della scritta DOM, unico elemento cristiano in un contesto fortemente pagano; ai due lati le statue scolpite dall'Ammannati raffiguranti Apollo e Minerva, le quali, durante la Controriforma, rischiarono, per volere di un viceré, di essere distrutte, ma vennero salvate grazie alle incisioni sulle loro basi dei nomi biblici David e Giuditta. Sempre sul basamento, ai lati del bassorilievo, si innalzano due colonne sulle quali è posta l'urna cineraria del poeta: su di essa si completa l'opera con il busto del poeta, ritratto dalla sua maschera funeraria e che alla base porta il nome di Actius Sincerus, ed, ai lati, due putti, il tutto opera del Montorsoli. L'intero sepolcro tende quindi a mettere in risalto la poesia araldica ed epica sia in lingua volgare che latina del Sannazaro, oltre a dimostrare le sue virtù da gentiluomo avute in vita.